# Јанкове баре
Јанкове баре је локалитет у режиму заштите I степена, површине 109,30ha, обухвата и највећу тресаву на Копаонику.
Јанкове баре смештене су у долини Речице, између Јанковог брега (1.513 м.н.в.) Хајдучког лаза и Сувог врха (1.686 м.н.в.), на око 1.450 м.н.в. Низводно, код Хајдучког лаза, Речица, дотле праволинијског кретања, прави „лакат”, усмеравјући се ка западу, потом ка северозападу, да би у подножју Кадијевца (1.647 м.н.в.), улила у Самоковску реку као њена десна притока. Подлогу тресаве чини тресетни слој који граде маховине из род Sphagnumа; дебљина тресетних наслага прелази 3m. Изузев десне стране, на самом почетку, долина Речице обрасла је четинарском шумом. Од вегетације на тресави се јавља специфична заједница смрче са сфангумским и другим тресавсим врстама (Piceo-Sphagnetum). Локалитет Јанкове баре су увршћене у објекте хидролошког наслеђа.